# Порто Сант Елпидио
Порто Сант Елпидио (итал. Porto Sant'Elpidio) град је у средишњој Италији. То је други по величини град округа Фермо у оквиру италијанске покрајине Марке.

## Природне одлике
Град Порто Сант Елпидио налази се у средишњем делу Италије, 50 км јужно од Анконе, седишта покрајине. Град се налази на западној обали Јадранског мора, изнад које се ка западу издижу прва брда средишњи Апенини.

## Становништво
Према резултатима пописа становништва 2011. у општини је живело 25.324 становника.
| 1931. | 1936. | 1951. | 1961.  | 1971.  | 1981.  | 1991.  | 2001.  | 2011.  |
| ----- | ----- | ----- | ------ | ------ | ------ | ------ | ------ | ------ |
| 3.837 | 4.105 | 6.712 | 12.233 | 17.496 | 19.646 | 21.112 | 22.752 | 25.324 |

Порто Сант Елпидио данас има око 25.000 становника (бројчано други град у округу), махом Италијана. Током протеклих деценија градско становништво се нагло повећало захваљуући брзомразвоју индустрије.